# Gornja Klezna
Gornja Klezna (cyr. Горња Клезна) – wieś w Czarnogórze, w gminie Ulcinj. W 2011 roku liczyła 173 mieszkańców.